# Хойхемер, Иоганнес
Иоганнес Хойхемер (нем. Johannes Heuchemer; 1826, Фаллендар — 14 февраля 1858, Мюнхен) — немецкий пианист и композитор.
Сын городского органиста Иоганна Хойхемера. Получил первые уроки музыки у своего отца. Окончил гимназию в Кобленце, одновременно изучал композицию под руководством Карла Аншютца. C 1849 года работал музикдиректором в Эйпене, выступал как пианист в Ахене и Кёльне; в Кёльне также по инициативе Фердинанда Хиллера прозвучала сочинённая им оркестровая увертюра. В 1851 году обосновался в Мюнхене, преподавал в подготовительном классе Мюнхенской консерватории, с 1854 года профессор консерватории.
Опубликовал немногочисленные небольшие фортепианные, хоровые и вокальные сочинения, в том числе сборник из 24 песен «Новая домашняя музыка» (нем. Neue Hausmusik; 1857), написанный совместно с Бернгардом Шольцем, — лучшие из песен этого сборника, по мнению Франца Вюльнера, по своему романтическому настрою приближаются к прекраснейшим из коротких вокальных сочинений Феликса Мендельсона. Квартеты и трио остались неопубликованными.